# Boris Fraenkel
Pour les articles homonymes, voir Fraenkel.
Boris Fraenkel, né le 10 janvier 1921 dans la ville libre de Dantzig et mort par suicide le 23 avril 2006, était un militant révolutionnaire, trotskiste, fondateur de l'OCI avec Pierre Boussel (dit Pierre Lambert), dont il sera l'agent recruteur le plus efficace, et formateur de militants. Le plus célèbre de ses élèves, Lionel Jospin, deviendra premier secrétaire du Parti socialiste puis Premier ministre.

## Biographie
Boris Fraenkel naît en 1921 à Dantzig, alors territoire indépendant, ce qui lui a permis de conserver longtemps un statut d'apatride : aujourd'hui la ville s'appelle Gdańsk et se trouve en Pologne. Juif, il commence par militer dans le sionisme d’extrême-gauche, à l’Habonim Dror, où se mêlent la doxa marxiste et l’affirmation de la nation juive. Arrivé en France en 1938 d'abord à Nancy pour suivre des études d'agronomie, il entreprend des études de chimie et rejoint en 1940 sa mère à Grenoble, où il manque d'être raflé par la Gestapo. Il passe alors en Suisse et est interné dans le camp de Girenbad à Zurich, où il rencontre le romancier et philosophe Manès Sperber, le futur spécialiste de Racine, Lucien Goldmann et Aby Wieviorka, grand traducteur de yiddish à Paris. Malgré des conditions très difficiles, il parvient à suivre des cours d'économie politique. C'est en Suisse qu'il milite pour la première fois dans la cellule clandestine d'un parti trotskiste, conjointement avec Jost von Steiger, dont l'oncle  est le conseiller fédéral suisse Eduard von Steiger, alors chef du département de Justice et Police. Expulsé de Suisse en 1949 pour avoir participé à une conférence sur le marxisme et le judaïsme, il  est assigné à résidence à Grenoble par la police française. Il exerce diverses professions, comme secrétaire de la peintre Sonia Delaunay ou animateur aux Centre d'entraînement aux méthodes d'éducation active (CEMEA), où il rencontre sa future épouse Denise Salomon.
« Intellectuel sans œuvre », Fraenkel a passé sa vie à lire, à traduire, à vulgariser les thèses d’auteurs tels que Wilhelm Reich, Herbert Marcuse (Eros et Civilisation), Georg Lukács, et Léon Trotski. Il rencontre le philosophe Herbert Marcuse, avec lequel il entretient longtemps une conversation intellectuelle empreinte de respect réciproque. Animateur de la revue Partisans éditée par François Maspero, il est l'un des fondateurs de l’OCI (Organisation communiste internationaliste) en 1958 lors d’une énième scission trotskiste. Il en est chassé en 1966 par Pierre Boussel alias Lambert, pour avoir publié des textes de Wilhelm Reich sans en avoir obtenu les droits.
En 1966, il traduit, de ce dernier, La Lutte sexuelle des jeunes avec Jean-Marie Brohm, annonçant une des thématiques phares de mai 68. Le 22 mars 1967 à Nanterre, il anime, au sein de l’université, une conférence intitulée Jeunesse et sexualité, qui annonce par son succès les événements de mai 68. Le 9 juin 1968, la police essaie de l'expulser vers la République fédérale d'Allemagne (RFA), qui le refuse et lui dénie la nationalité allemande, au motif qu'il est né dans un État disparu, la ville libre de Dantzig. Il se retrouve assigné à résidence à Sarlat, en Dordogne (il est libéré grâce à une campagne de protestation lancée par François Maspero). Pour accélérer sa sortie, Denise l'épouse le 25 décembre 1969. Au cours des années 1970, il commence à se mettre en retrait. En 2002, il décide d'adhérer à la LCR (Ligue communiste révolutionnaire) « pour rompre son isolement », mais, déçu, n'y reste pas.

## Lionel Jospin
Boris Fraenkel croise au cours des années 1960 et 1970 nombre de personnalités devenues publiques : des hommes politiques comme Alain Krivine, ou encore Lionel Jospin, des universitaires comme Jean-Marie Brohm ou Georges Vigarello, des journalistes, etc. Il apparaît dans l'actualité en 2001, alors que la campagne présidentielle française bat son plein, en révélant le passé trotskiste de Lionel Jospin, qu'il avait déjà signalé en 1997.
Jospin lui avait été signalé par un de ses camarades de la cellule de Dugny, Robert Lacondemine, où il milite avec Denise et l'historien Pierre Broué, qui l'avait repéré lors d'un mariage en Bourgogne. « J'ai rencontré un jeune intello qui m'a l'air bien et qui rentre à l'ENA », explique-t-il à Fraenkel.
Fraenkel avait déclaré au Nouvel Observateur : « C’était un peu ma spécialité : repérer des jeunes gens de gauche, et les faire tomber dans mes filets, comme disaient mes camarades. Jospin était alors élève à l’ENA. Je le formais clandestinement. Nous n’avions pas d’énarque alors, dans le mouvement. C’était une chance extraordinaire de pénétrer la haute fonction publique ». « Lorsque je recrute Jospin, seuls Lambert et moi le connaissons dans l'organisation. Je pense même que tant que j'ai été dans le circuit il n'a pas vu Lambert. » 
Il se suicide le 23 avril 2006 en se jetant dans la Seine du pont du Garigliano. Son corps a été retrouvé deux jours plus tard dans le 8e arrondissement de Paris.

## Publications
- Pour Wilhelm Reich par Boris Fraenkel. Sexualité et travail par Thomas Munzer. Maspero, 1968.
- (en) Boris Fraenkel et Sonia Combe (préf. Antoine Spire), Profession : révolutionnaire, Latresne (Gironde, Le Bord de l'eau, coll. « Clair & Net », 24 mars 2004, 199 p. (ISBN 2-911803-90-6 et 978-2911803901)

## Archives
- Inventaire du fonds d'archives de Boris Fraenkel conservé à La contemporaine.